# Housse
Housse (ídem en való) és un nucli del municipi belga de Blegny a la província de Lieja a la regió valona. Es troba a un crestall entre la vall del Julienne i la del Bolland a una altitud de 164 metres sobre el nivell mitjà del mar. Hi neix el No, un pettit afluent del Julienne.
Fins a la fi de l'antic règim el poble va ser una senyoria dins del comtat de Dalhem, succeït el 1244 pel duc de Brabant. Des d'aleshores, el poble va seguir la sort de les Disset Províncies. El 1661, després del Tractat de partició passà sota el domini de Castella fins que al Tractat de Fontainebleau (1785) passà als Països Baixos austríacs durant el regne de Josep II del Sacre Imperi Romanogermànic. Després del Tractat de Fontainebleau de 1814 passà al Regne Unit dels Països Baixos i el 1830 a Bèlgica. El 1977 es va fusionar amb Blegny.

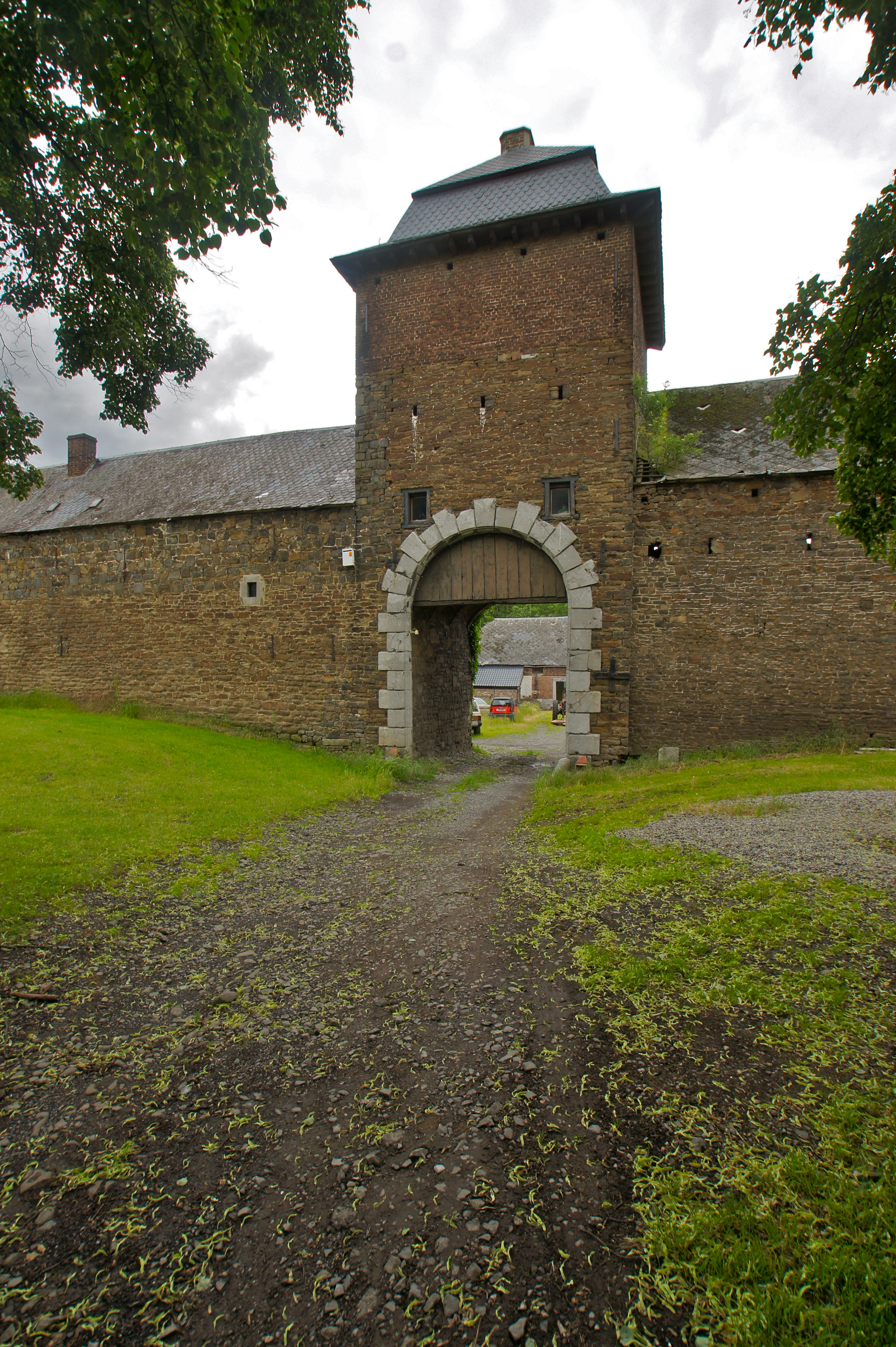
Porta fortificada de la masia construïda sobre les fundacions del castell del 1163 derrocat el 1827
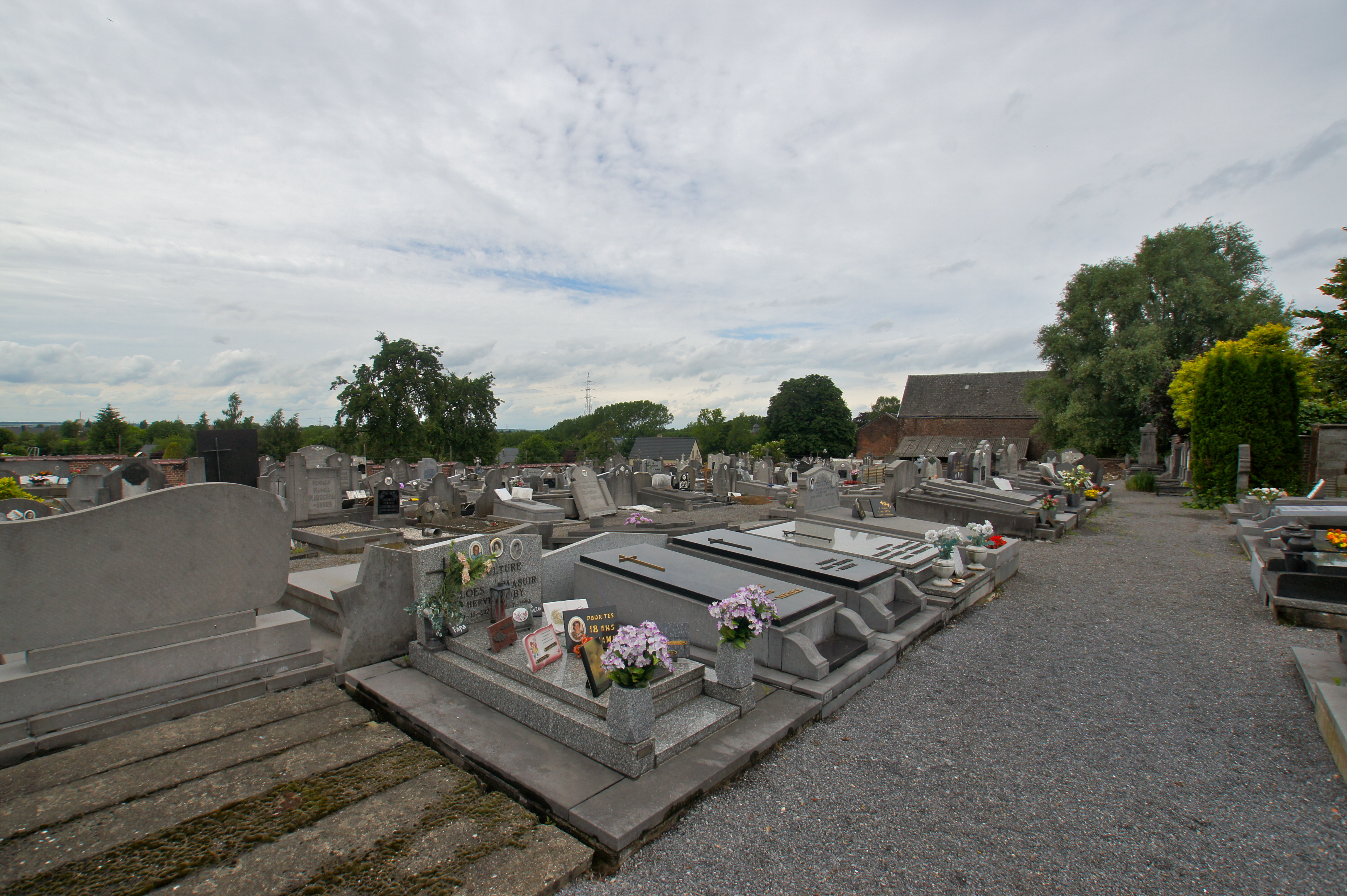
Cementiri
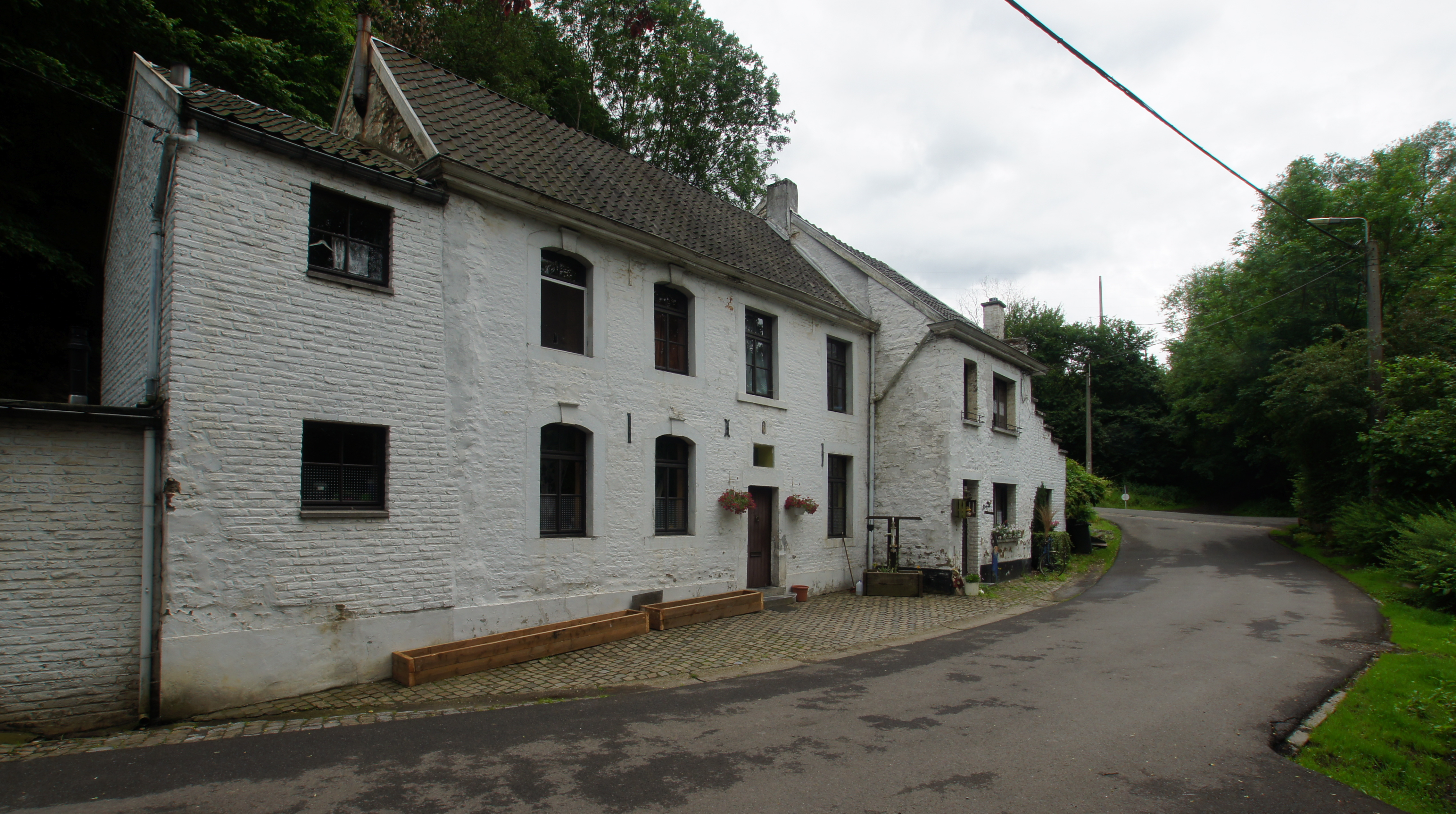
Antigues cases a la riba del Julienne
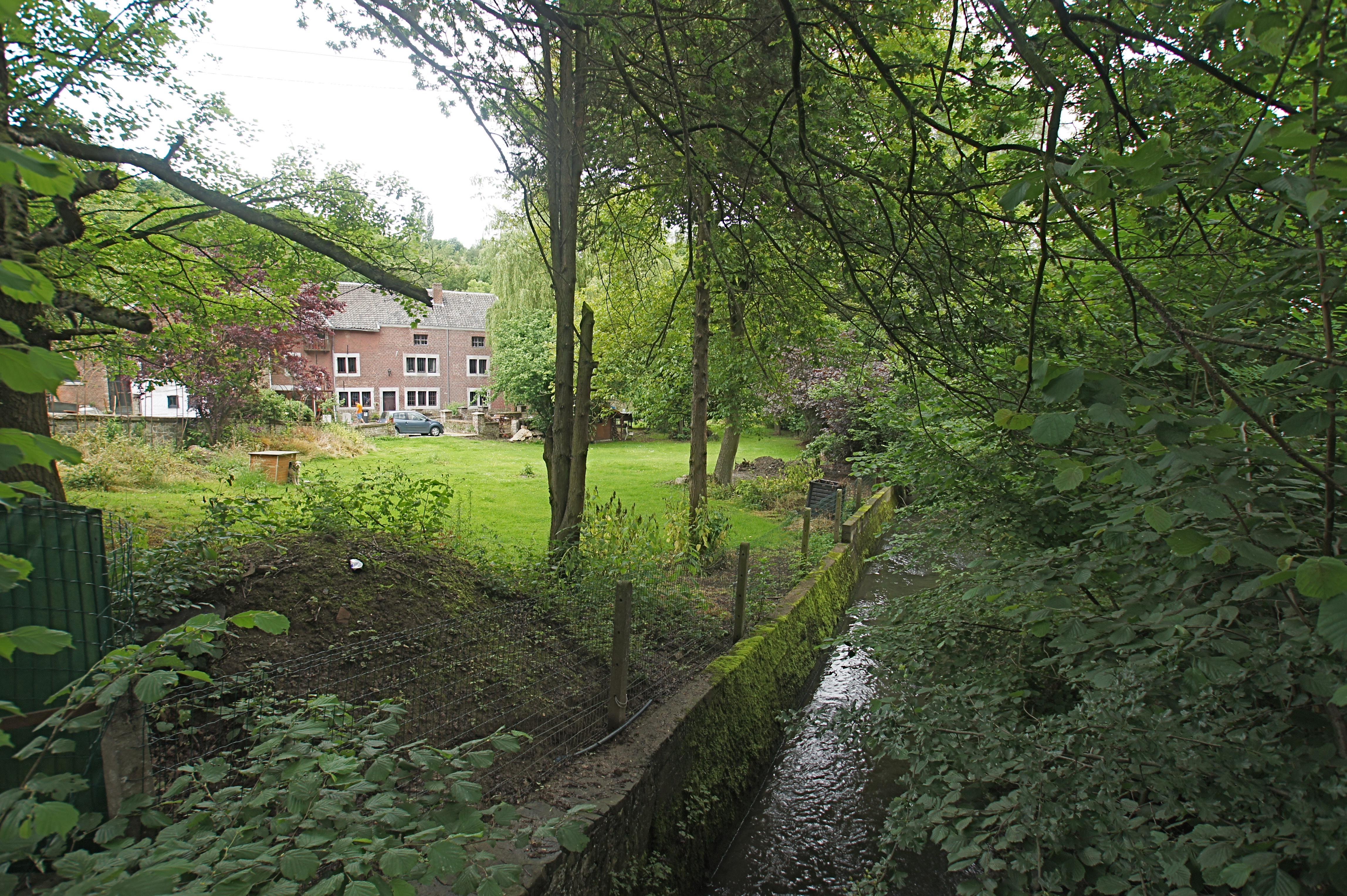
El Julienne que fa de frontera amb Cheratte
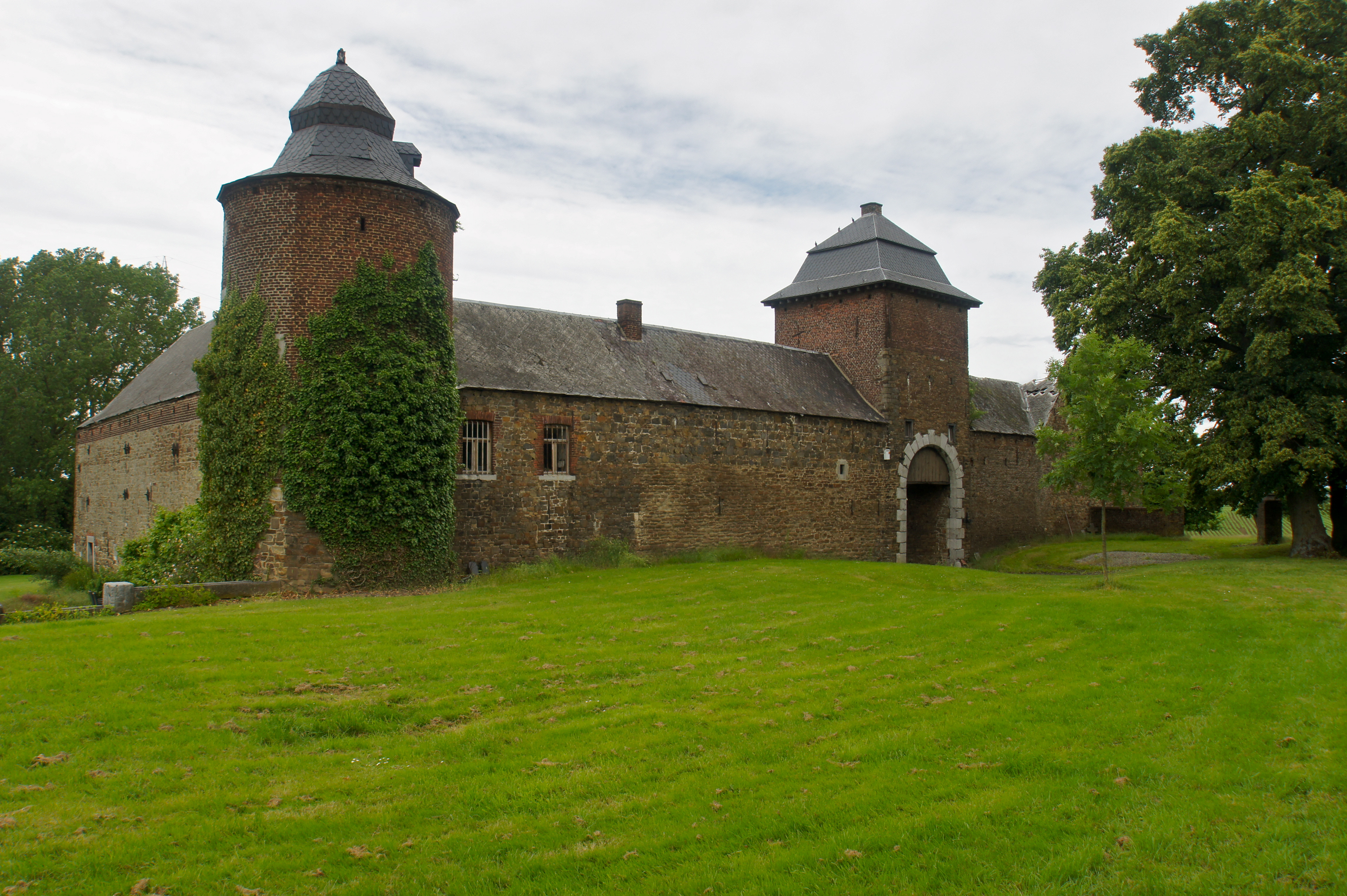
La masia construïda a les ruïnes de l'antic castell dels senyors d'Haultepenne
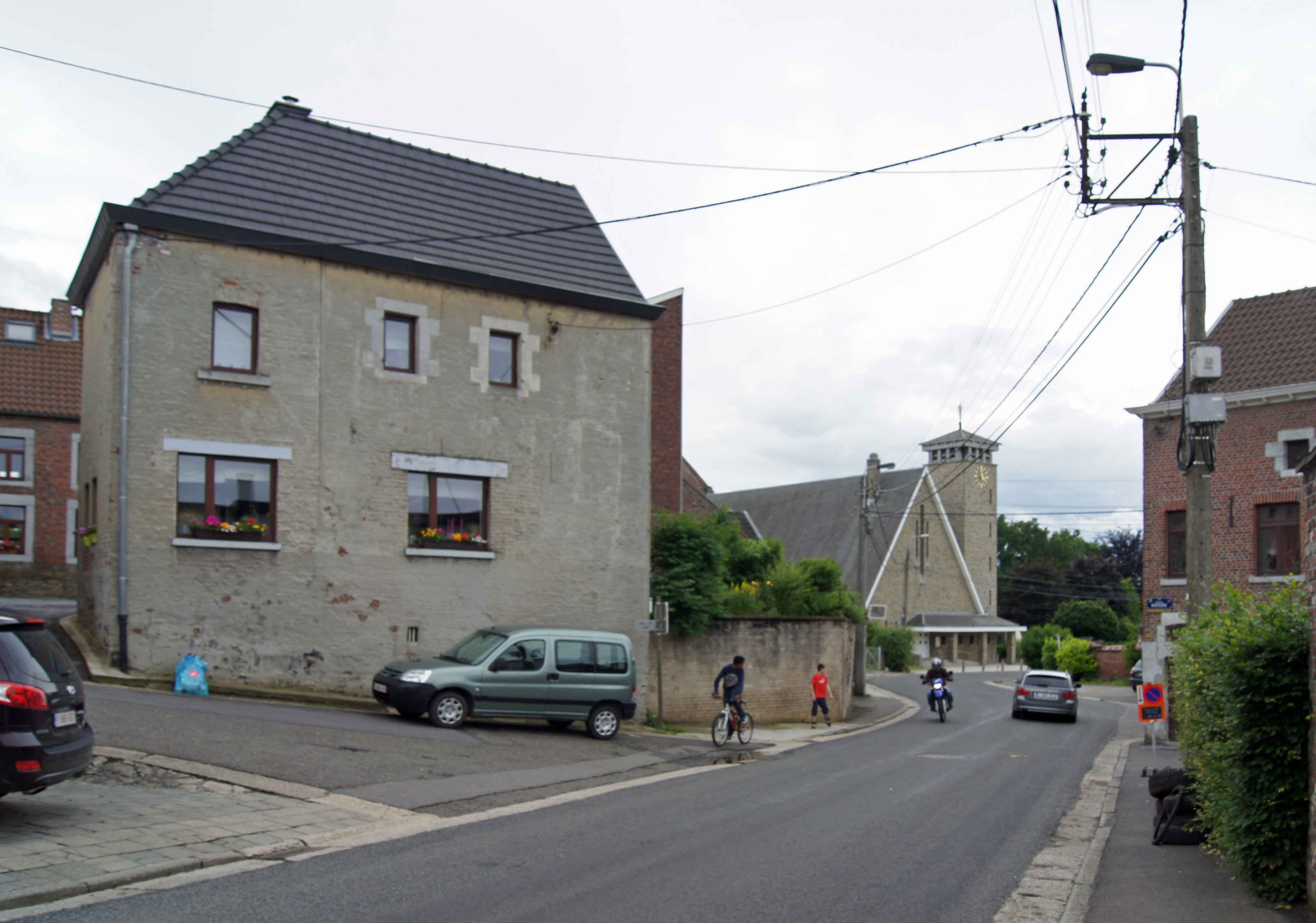
Panorama del poble amb l'església de Joan Baptista al fons
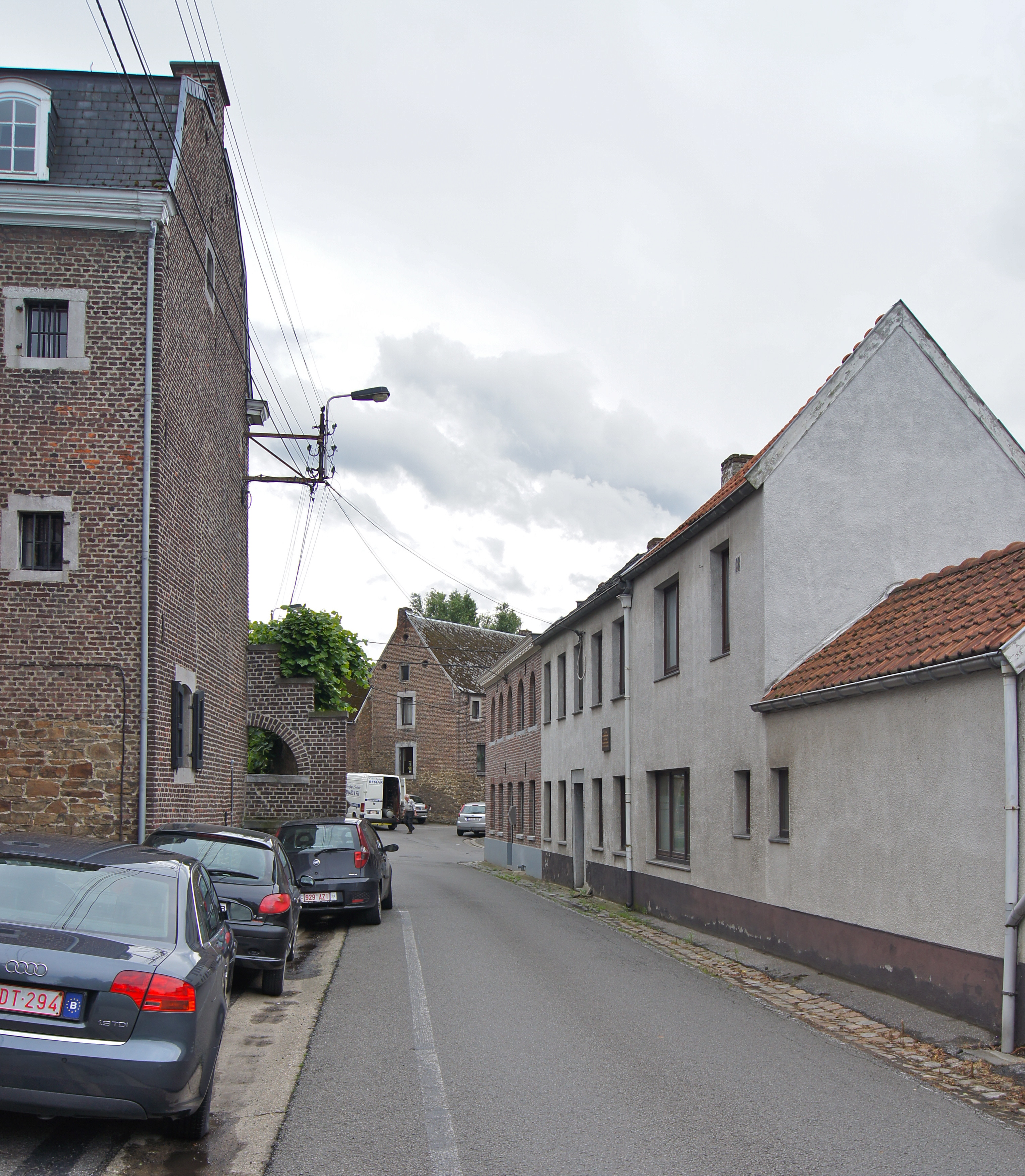
Carrer Wérihet amb la casa nadiua del poeta Nicolas Donnay

Locs d'interès
- Una escultura per Jean Del Cour a l'església de Joan Baptista
- La masia i les restes del castell del segle xvii i xviii, una possessió del barons d'Haultepenne[4][5]

Fills predilectes
- Toussaint Fafchamps (1783-1868), enginyer
- François Maréchal (1861-1945), gravador
- Nicolas Donnay (1926-1988), poeta való[6]